# Podallea tjederi
Podallea tjederi is een insect uit de familie van de Berothidae, die tot de orde netvleugeligen (Neuroptera) behoort. 
Podallea tjederi is voor het eerst wetenschappelijk beschreven door U. Aspöck & H. Aspöck in 1981.